# Renzo Ranuzzi
Renzo Ranuzzi, né le 14 juillet 1924, à Bologne, en Italie et décédé le 16 mars 2014, est un joueur et entraîneur italien de basket-ball.

## Palmarès
- Champion d'Italie 1947, 1948, 1949